# Scriblerus Club
Scriblerus Club (ang. klub Pismaków)  powstał w Londynie 29 kwietnia 1714 roku. Należeli do niego tacy twórcy jak: John Arbuthnot, Jonathan Swift, Thomas Parnell, William Congreve i Alexander Pope (sami Torysi). Stowarzyszenie miało na celu wyszydzać złą poezję, której uosobieniem był wymyślony dr Martinus Scriblerus - stereotyp nadużywającego pompatycznych łacińskich wyrażeń „barokowego” pedantycznego pisarza pseudonaukowego. Spotkania odbywały się w jednej z londyńskich kawiarni. Autorzy wydali w 1714 roku wspólną powieść satyryczną; The Memoirs of the Extraordinary Life, Works and Discoveries of Martinus Scriblerus. Klub przetrwał swych twórców i istniał do roku 1745.
Kluby polityczne były popularne w XVIII-wiecznym Londynie. Do najsłynniejszych należał Kit-Cat Club, gdzie spotykali się Wigowie.